# San Pedro Zacatenco
San Pedro Zacatenco är en ort i Mexiko.   Den ligger i kommunen El Marqués och delstaten Querétaro Arteaga, i den centrala delen av landet, 180 km nordväst om huvudstaden Mexico City. San Pedro Zacatenco ligger 1 893 meter över havet och antalet invånare är 151.
Terrängen runt San Pedro Zacatenco är platt åt sydost, men åt nordväst är den kuperad. San Pedro Zacatenco ligger nere i en dal. Runt San Pedro Zacatenco är det ganska tätbefolkat, med 155 invånare per kvadratkilometer. Närmaste större samhälle är Santiago de Querétaro, 16,1 km väster om San Pedro Zacatenco. Trakten runt San Pedro Zacatenco består till största delen av jordbruksmark.